# Теодор Есберн Філіпсен
Теодор Есберн Філіпсен (дан. Theodor Esbern Philipsen; 10 червня 1840, Копенгаген — 3 березня 1920, Копенгаген) — данський художник.

## Біографія
Теодор Філіпсен народився в інтелігентній сім'ї. Він захоплювався малюванням з раннього дитинства. Оскільки юнак виявляв цікавість також до життя тварин, то він отримав сільськогосподарську освіту у свого дядька в Хоягергарде. У 1860-і роки Теодор познайомився з художником Гансом Шмідтом. Ця дружба спонукала його до вступу в Данську королівську академіїю мистецтв. Потім навчався в модельній школі, де на його художній світогляд вплинув Фредерік Вермерен. Художник старанно вивчав твори данських і нідерландських анімалістів. Разом з художником Лауріцем Туксеном, Теодор Філіпсен навчався в Парижі в майстерні Леона Бонна, який майстерно володів технікою передачі руху на полотні. У 1882 році він з бельгійським художником Ремі Когге здійснив поїздку в Іспанію, а в 1883 р. — в Рим. Шукаючи враження, художник багато подорожував, був навіть в Африці. У середині десятих років ХХ століття він почав страждати від захворювання очей, що ускладнювало йому життя і заважало з колишнім завзяттям займатися живописом.

## Палітра художника
Художника називають першим імпресіоністом Данії. Найважливіші теми творчості Теодора Філіпсена — зображення пейзажів і тварин у природних умовах. У його картинах, написаних в 1880-х роках відчутний тісний зв'язок з французькими імпресіоністами. Пізніше Філіпсен створив свій особливий художній стиль, що поєднував особливу гру світла і фарб природи при зображенні тварин. Теодор Філіпсен дружив з художником-імпресіоністом Полем Гогеном, який провів зиму 1884—1885 рр. в Копенгагені і навчав Філіпсена мистецтву малюнка шляхом нанесення малим пензликом коротких мазків. Роботи Теодора вразили товариство молодих живописців з острова Фюн, що сприяло створенню так званої «фюнської школи». Філіпсен часто малював тварин, особливо корів, і тихі сонячні пейзажі улюбленої Данії.

## Твори
Першим полотном, виконаним в стилі імпресіонізму, стала картина «Осінній день в Дірехавені, сонячне сяйво». Картина знаходиться в Державному музеї мистецтв.
- 1891 — «Алея біля Каструпа»
- 1892 — «Водопій». Художник спостерігав за тваринами, що дозволяло створювати яскраві сюжетні полотна. На картині зображено жаркий літній день. Корови обганяють одна одну, поспішають, щоб напитися. Корова-розвідниця, яка першою підійшла до джерела, неспокійно озирається назад, ніби кваплячи поглядом інших. Теодор Філіпсен часто писав корів, і в кожній картині відчувалось особливе ставлення художника до домашніх годувальниць.

## Досягнення. Відзнаки
В 1915 році художник був нагороджений медаллю Торвальдсена.